# Paul McGann
Paul McGann, född 14 november 1959 i Liverpool, är en brittisk skådespelare. McGann är bland annat känd som den åttonde doktorn i Doctor Who och för filmerna Alien 3 och Withnail och jag. Hans bröder Joe, Mark och Stephen är också skådespelare.

## Filmografi i urval
- 1987 – Withnail och jag
- 1987 – Solens rike
- 1992 – Alien 3
- 1993 – De tre musketörerna
- 1995 – The Hanging Gale
- 1996 – Katarina den stora (TV-film)
- 1996 – Doctor Who
- 1997 – FairyTale: A True Story
- 1998 – Vår gemensamme vän (TV-serie)
- 2001–2003 – Hornblowers äventyr (TV-serie)
- 2002 – De fördömdas drottning
- 2012 – A Mother's Son (TV-serie)
- 2013 – Doctor Who (TV-serie)
- 2014 – Bletchley circle (TV-serie)